# Innocence & Danger
Innocence & Danger è il quarto album in studio del gruppo musicale statunitense The Neal Morse Band, pubblicato il 27 agosto 2021 dalla Inside Out Music.

## Descrizione
A differenza dei precedenti due album The Similitude of a Dream e The Great Adventure, due concept album collegati tra loro, Innocence & Danger contiene una serie di brani scollegati tra loro, sulla falsariga di quanto operato con l'album di debutto The Grand Experiment. Le idee iniziali per il disco sono partite dal tastierista Bill Hubauer e dal bassista Randy George, venendo ulteriormente sviluppate e completate dai restanti componenti della formazione.
Il disco è inoltre il primo a recare anche la nuova denominazione del gruppo, NMB.

## Promozione
Innocence & Danger è stato distribuito verso la fine di agosto 2021, anticipato dalla pubblicazione di tre singoli usciti a cadenza mensile insieme ai rispettivi video: Do It All Again (18 giugno), Bird on a Wire (21 luglio) e Your Place in the Sun.
L'8 e il 9 ottobre 2021 l'album è stato presentato dal vivo in occasione del Morsefest 2021, Durante il 2022 il gruppo ha intrapreso la tournée An Evening of Innocence & Danger, esibendosi nell'America del Nord a febbraio e in Europa tra maggio e giugno.

## Tracce
Testi e musiche della The Neal Morse Band, eccetto dove indicato.
CD 1 – Innocence
1. Do It All Again – 8:53
2. Bird on a Wire – 7:23
3. Your Place in the Sun – 4:13
4. Another Story to Tell – 4:50
5. The Way It Had to Be – 7:14
6. Emergence – 3:12 (musica: Neal Morse)
7. Not Afraid Pt 1 – 4:54
8. Bridge over Troubled Water – 8:09 (Paul Simon) – originariamente interpretata da Simon & Garfunkel

CD 2 – Danger
1. Not Afraid Pt 2 – 19:30
2. Beyond the Years – 31:23

DVD bonus nell'edizione limitata
1. The Making of Innocence & Danger – 60:30
2. Bill's Studio Tour – 5:00
3. Eric's Studio Tour – 5:06
4. Randy's Studio Tour – 4:14

## Formazione
Gruppo
- Neal Morse – tastiera, chitarra, voce, arrangiamento
- Mike Portnoy – batteria, percussione, voce, arrangiamento
- Randy George – basso, basso fretless, arrangiamento
- Bill Hubauer – pianoforte, organo, sintetizzatore, voce, arrangiamento
- Eric Gillette – chitarra, voce, arrangiamento

Altri musicisti
- Josee Weyland – violino
- Gideon Klein – viola, violoncello, contrabbasso
- Amy Pippin – cori in Bridge over Troubled Water
- Julie Harrison – cori in Bridge over Troubled Water
- April Zachary – cori in Bridge over Troubled Water

Produzione
- The Neal Morse Band – produzione
- Rich Mouser – missaggio, mastering
- Jerry Guidroz – ingegneria parti di batteria
- Thomas Cucé – ingegneria del suono aggiuntiva
- Bouchra Azizy – montaggio digitale aggiuntivo